# Hôpital de Villalba
L’hôpital de Villalba (en espagnol : Hospital General de Villalba) est un hôpital public situé à Collado Villalba, dans la communauté de Madrid. Il dépend du Service madrilène de santé (SERMAS).
Achevé en décembre 2012, l'hôpital n'est pas ouvert immédiatement après la fin du chantier en raison de la volonté du gouvernement de la communauté de Madrid d'économiser une partie de la redevance au gestionnaire privé. Il est finalement inauguré le 12 octobre 2014, après que le budget régional a versé près de 20 millions d'euros au délégataire au titre de la maintenance.
Il fait partie d'un programme de trois hôpitaux lancés en 2008 et construits en partenariat public-privé, l'ensemble de la gestion — y compris médicale — étant confiée à l'entreprise délégataire.